# Protocollo facoltativo alla Convenzione sull'eliminazione di ogni forma di discriminazione della donna
Il Protocollo facoltativo alla Convenzione sull'eliminazione di ogni forma di discriminazione della donna (CEDAW-OP) è un trattato internazionale che stabilisce meccanismi di denuncia ed indagine per la Convenzione sull'eliminazione di ogni forma di discriminazione della donna (CEDAW).

## Caratteristiche
Le parti del protocollo consentono al Comitato per l'eliminazione della discriminazione e violenza contro le donne di ricevere denunce da singoli individui o di informarsi su "violazioni gravi o sistematiche" della Convenzione. Il protocollo ha portato ad una serie di decisioni contro gli Stati membri su questioni quali la violenza domestica, il congedo parentale e la sterilizzazione obbligatoria, così pure un'indagine sull'uccisione sistematica delle donne nella città messicana di Ciudad Juárez, nello stato federato di Chihuahua.
Il protocollo è stato adottato dall'Assemblea Generale delle Nazioni Unite il 6 ottobre 1999 ed è in vigore dal 22 dicembre 2000. Nell'anno 2017 il protocollo ha 80 firmatari e 109 parti.